# Hansell, Iowa
Hansell là một thành phố thuộc quận Franklin, tiểu bang Iowa, Hoa Kỳ. Năm 2020, dân số của thành phố này là 82 người.

## Dân số
Dân số qua các năm:
- Năm 2000: 96 người.
- Năm 2010: 98 người.
- Năm 2020: 82 người